# James John Sheehan
Pour les articles homonymes, voir Sheehan.
James John Sheehan (né le 31 mai 1937 à San Francisco) est un historien américain spécialiste de l'Allemagne moderne.
En 2005, il est président de la Société américaine d'histoire.

## Ouvrages
- The Career of Lujo Brentano: A Study of Liberalism and Social Reform in Imperial Germany (Chicago and London: University of Chicago Press, 1966);
- German Liberalism in the Nineteenth Century (Chicago and London: University of Chicago Press, 1978);
- German History, 1770-1866 (Oxford: Oxford University Press, 1989);
- Where Have All the Soldiers Gone?: The Transformation of Modern Europe (Boston: Houghton Mifflin, 2008)[1]